# Montenero Val Cocchiara
Montenero Val Cocchiara es una localidad y comune italiana de la provincia de Isernia, región de Molise, con 575 habitantes.
Está ubicada en la provincia de Isernia en Molise. Es un centro agrícola de la cuenca alta del Volturno, que limita con el Abruzzo, situado en un paisaje árido, casi cárstico, sobre una colina que domina el valle se conoce como el Pantano. Montenero Val Cocchiara se menciona por primera vez en documentos del siglo XI, una época en la que fue feudo de la abadía de San Vicente al Volturno.
El pueblo es aparece por primera vez en documentos del siglo XI, época en la que pertenece al feudo de la Abadía de San Vicente al Volturno. Para ese entonces, 1039, aparece con el nombre Mala Cocclaria. El nombre actual se establece hacia 1880.

## Historia

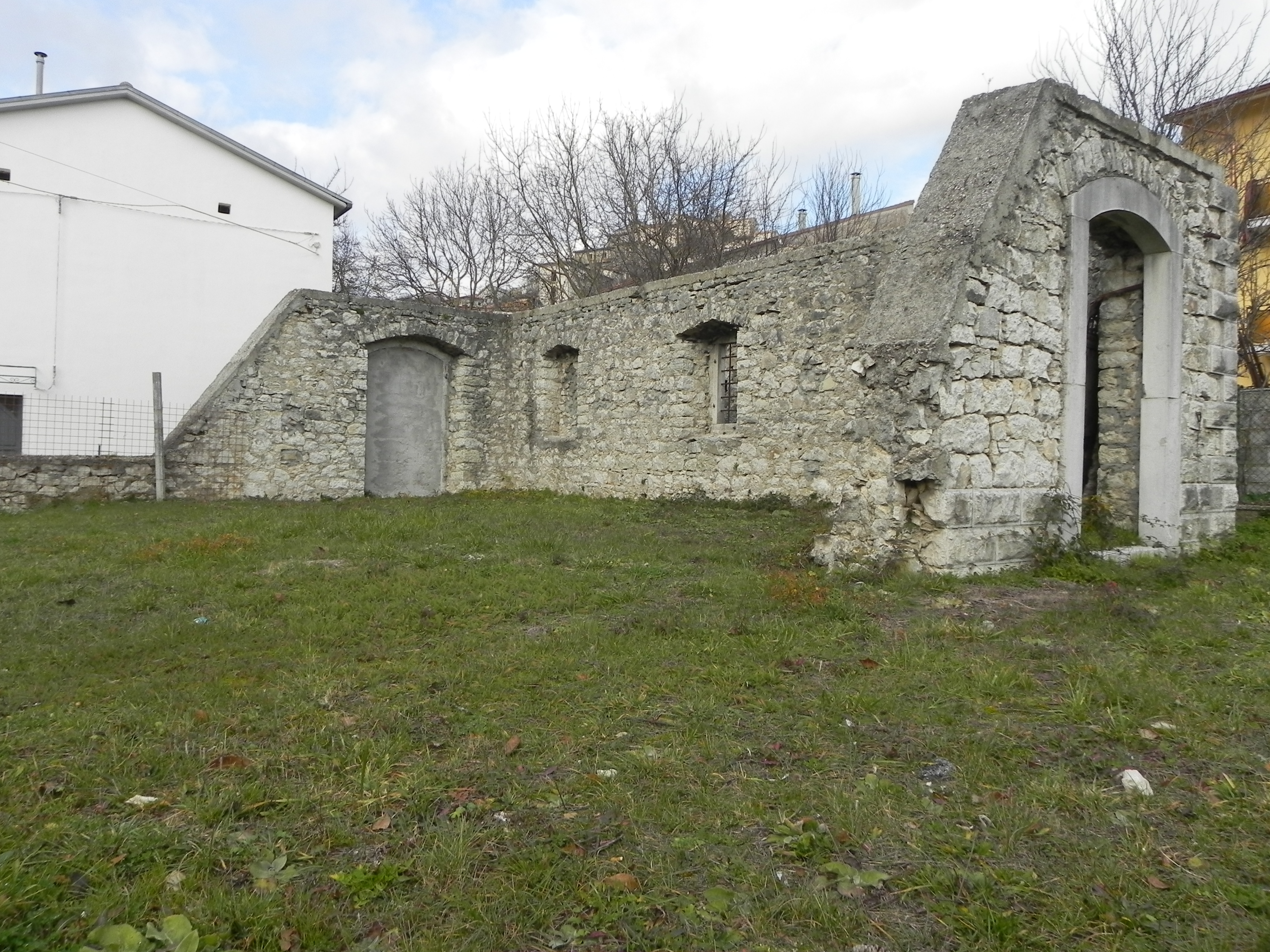
Casa bombardeada

### Las guerras delsigloXX
En Piazza Municipio 8 se puede observar el homenaje a los caídos montenereses de la Primera Guerra Mundial. Ellos fueron: Marcello Bonaminio, Biase Cacchione, Erminio Del Sangro, Isidori Di Filippo, Alfonso Di Fiore, Cosmo Di Luca, Achille Di Nicola, Gregorio Di Nicola, Alessandro Fioritti, Giulio Freda, Giulio Gigliotti, Nicola Mannarelli, Giovanni Micigan, Emidio Orlando, Giuseppe Procario e Romeo Procario.
En noviembre de 1943 durante la Segunda Guerra Mundial el pueblo fue ocupado por los alemanes que hicieron un puente de comunicación entre Montecassino y el alto Sangro. Mientras duró la ocupación la mayoría de los habitantes tuvieron que abandonar sus casas y refugiarse en las montañas para no ser deportados a Alemania. Todavía se pueden ver los rastros de esta guerra en las casas bombardeadas que aún quedan en pie.

## Evolución demográfica

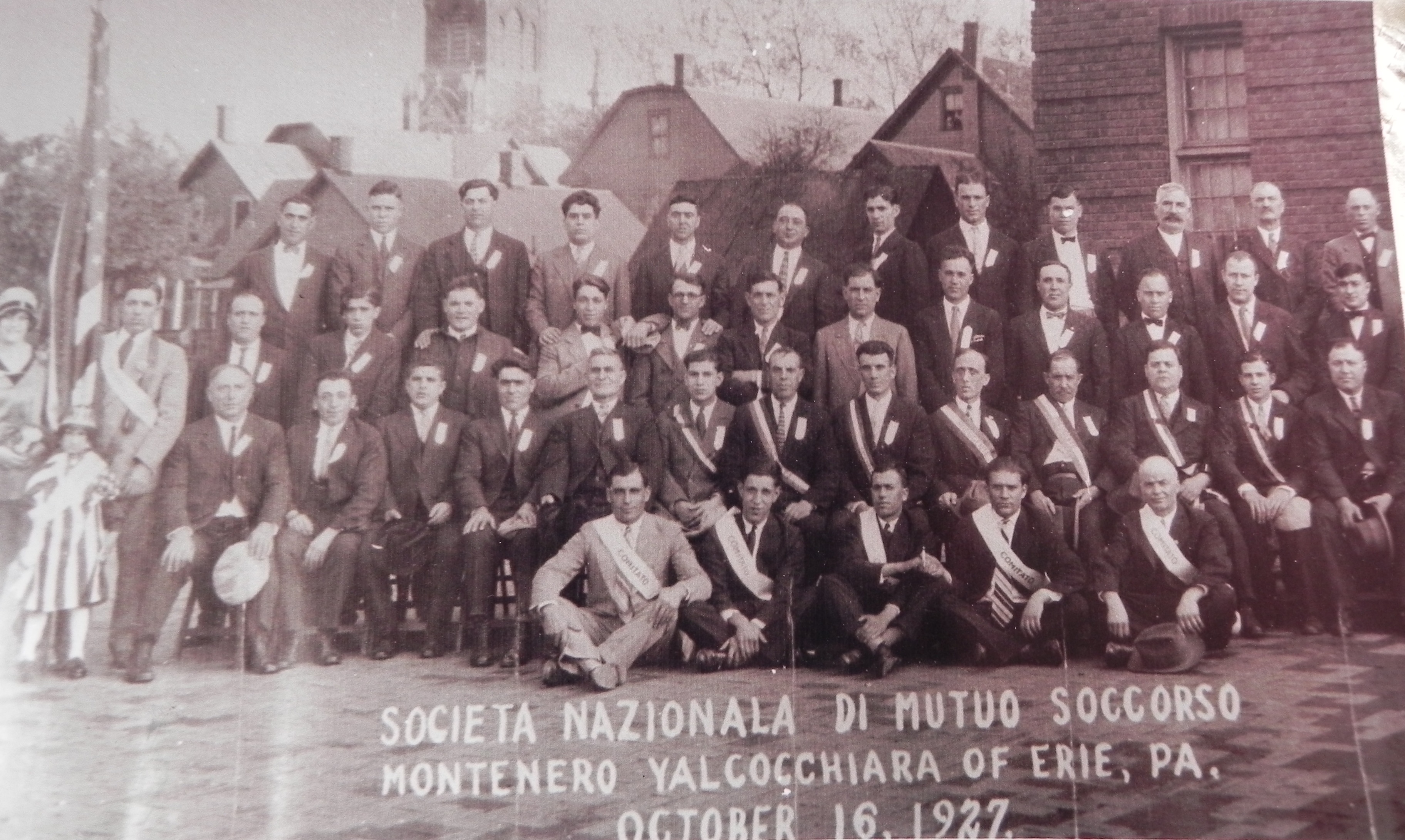
Comunidad de montenereses en Erie

Después del 1900 empezó a decrecer la población de Montenero Val Cocchiara. Los montenereses emigraron a Estados Unidos y una minoría eligió otros países de América, como Argentina, donde ya existía para ese momento una gran comunidad molisana.
| Gráfica de evolución demográfica de Montenero Val Cocchiara entre 1861 y 2001 |
|                                                                               |
| Fuente ISTAT - elaboración gráfica de Wikipedia                               |

## Deportes

### Fútbol
El principal equipo de fútbol de la ciudad es el A.C. Montenero Calcio que pertenece a la categoría del Girone A molisano.

## El Pantano
El Pantano della Zittola es parte de un sistema de áreas húmedas del Alto Molise, importante para el desarrollo y la invernada de la fauna. Se forma a partir de grandes lluvias y fuentes subterráneas que inundan 300 hectáreas en el mes de octubre. Los ciudadanos de la región lo utilizan para la producción de forajes bobinos y equinos. El Caballo Pentro es una raza equina originaria de esta zona.

## Galería fotográfica

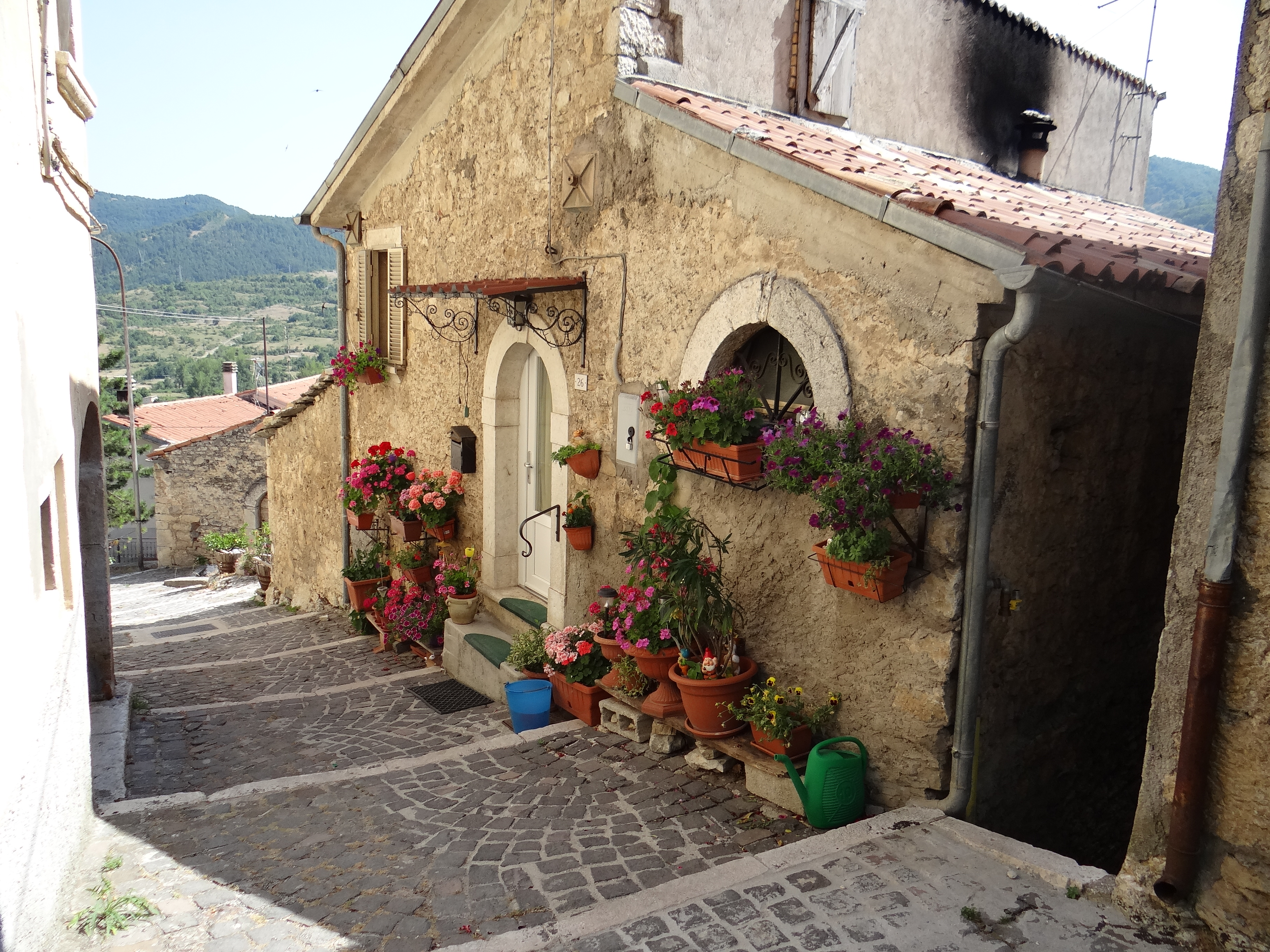
Callecita florida en verano
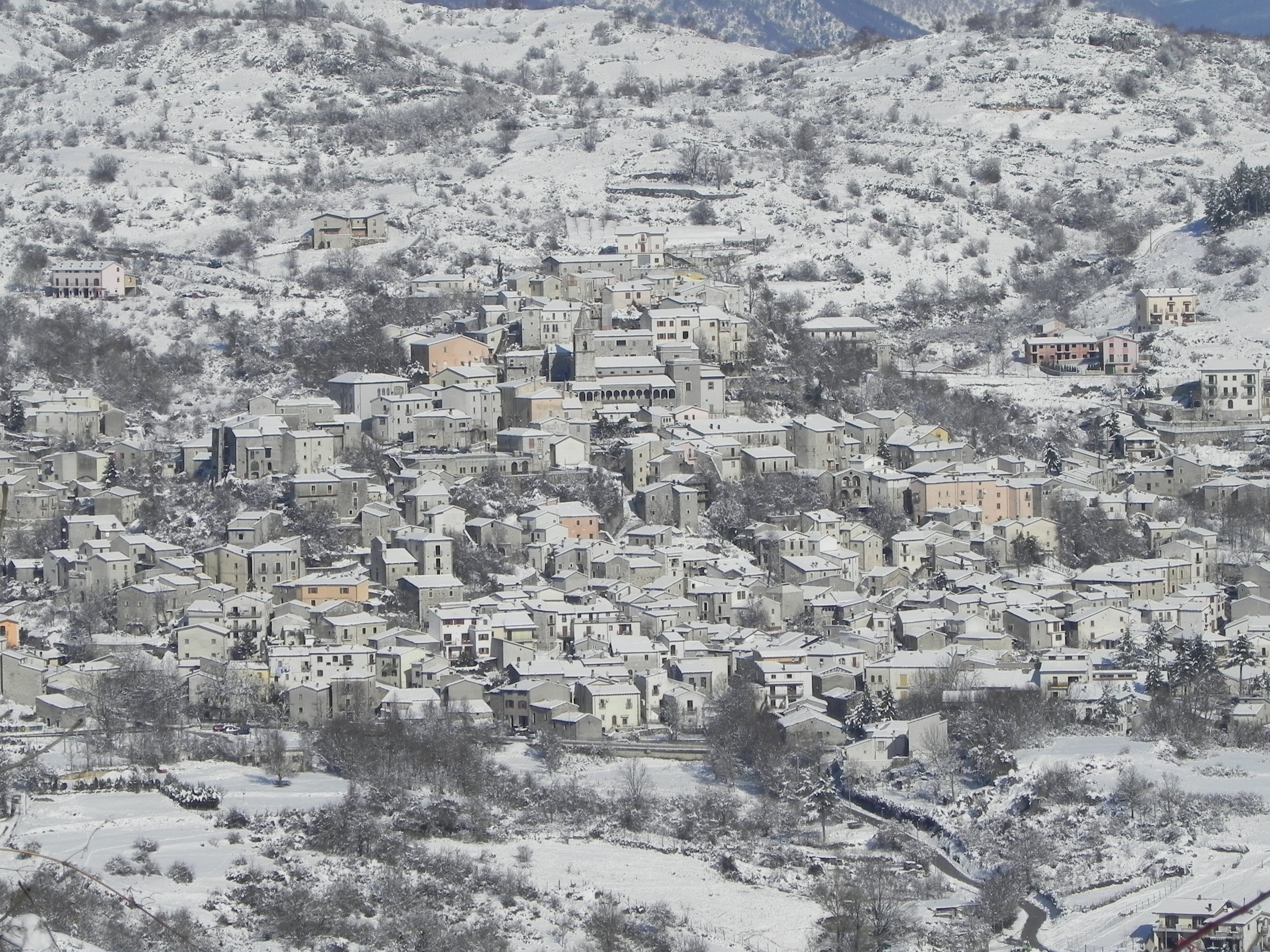
El pueblo bajo nieve
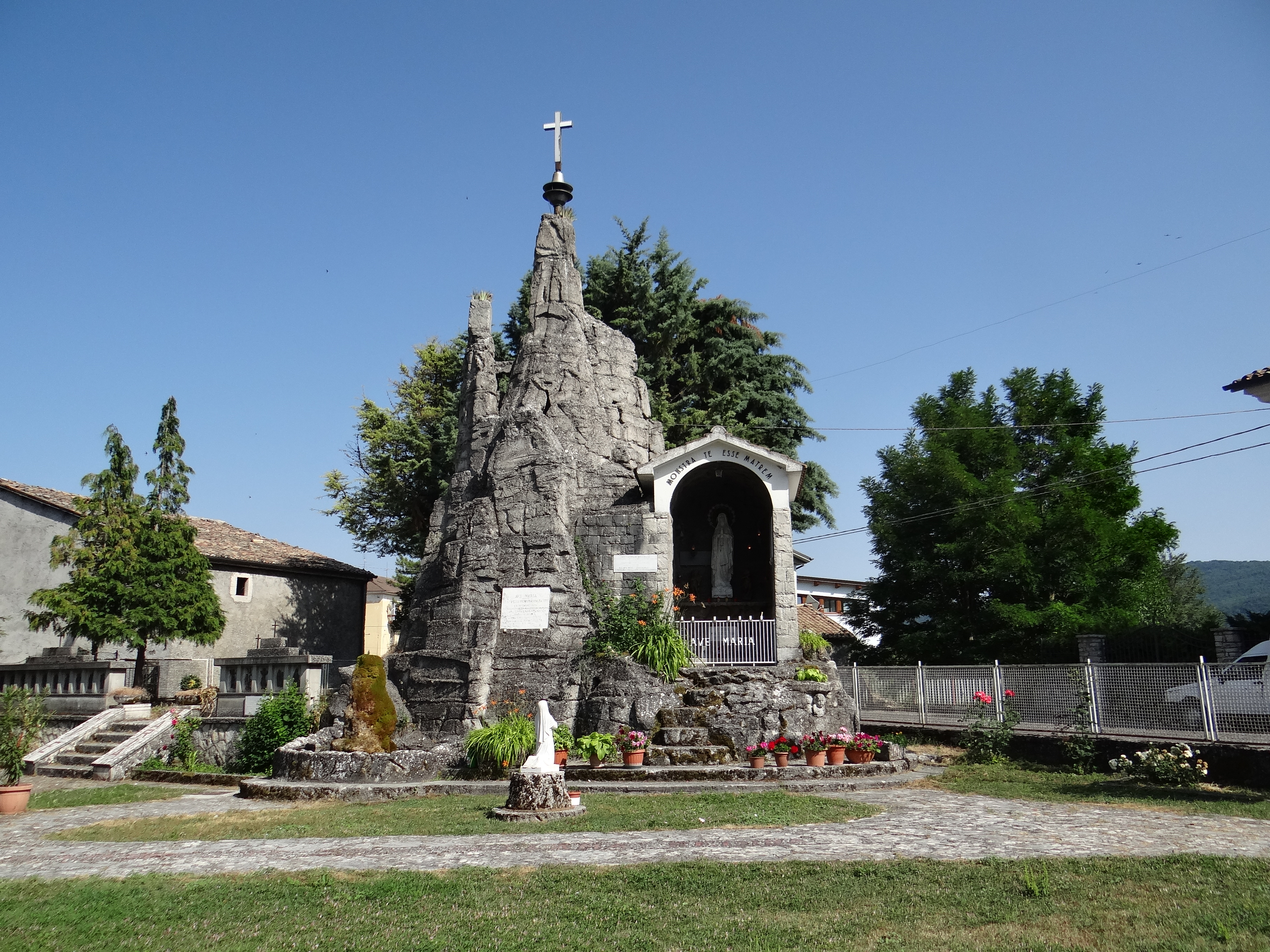
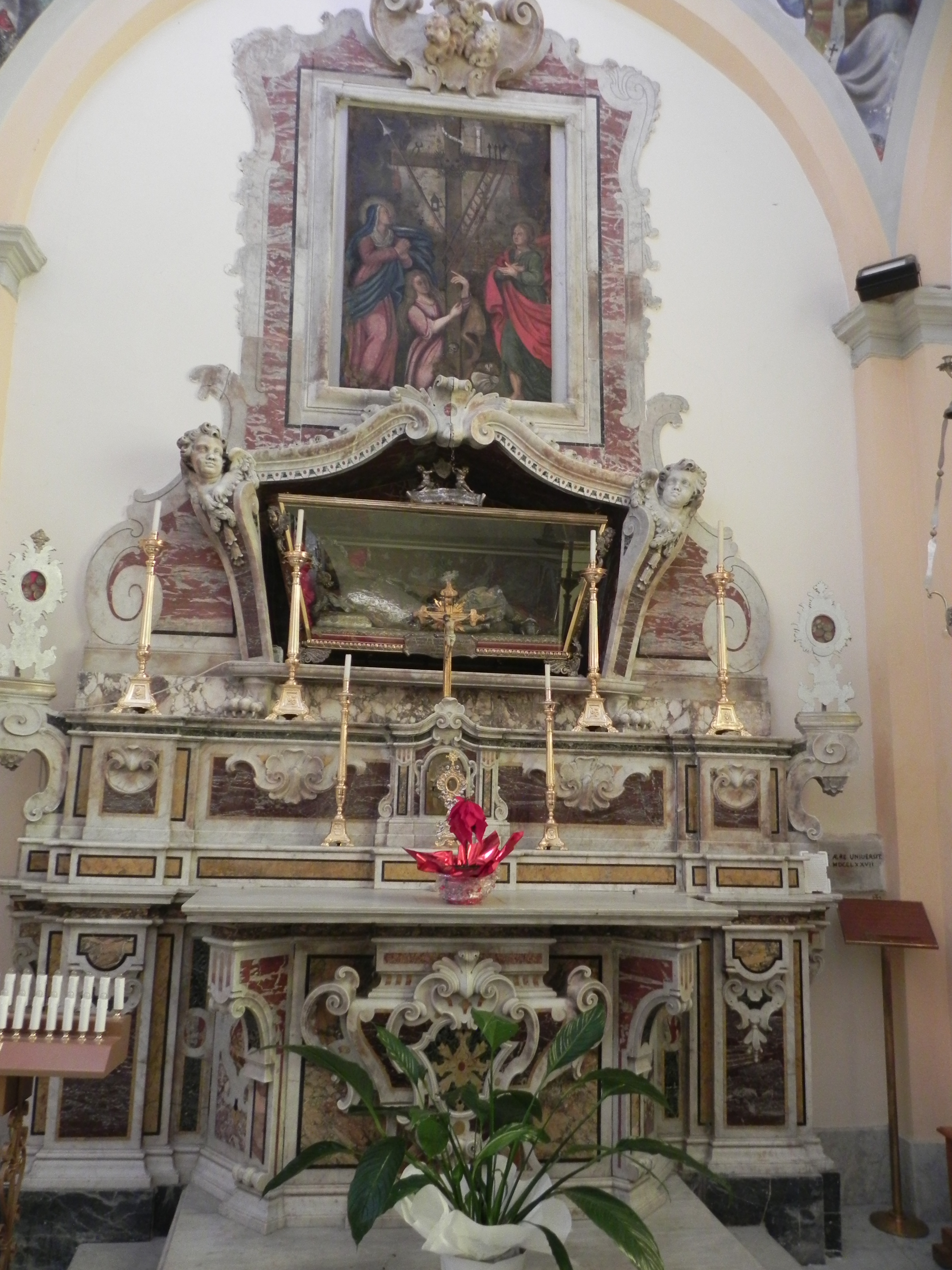
Altar de la iglesia Santa María di Loreto
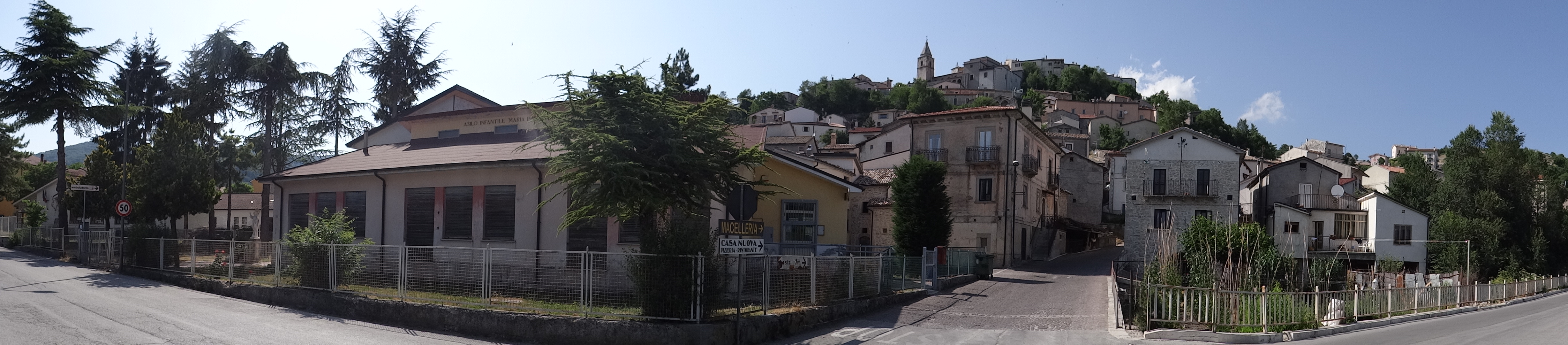
Montenero Val Cocchiara 180º